# Boubacar Haïnikoye
Boubacar Soumana Haïnikoye (ur. 7 października 1998 w Niamey) – nigerski piłkarz grający na pozycji ofensywnego pomocnika. Od 2021 jest zawodnikiem klubu US GN.

## Kariera klubowa
Swoją karierę piłkarską Haïnikoye rozpoczął w klubie US GN. W sezonie 2012/2013 zadebiutował w jego barwach w pierwszej lidze nigerskiej. W sezonie 2016/2017 został z nim mistrzem Nigru. W 2018 roku przeszedł do ghańskiego Aduana Stars FC, a następnie do algierskiego CR Belouizdad. W sezonie 2018/2019 zdobył z nim Puchar Algierii, a w sezonie 2019/2020 został mistrzem Algierii. W sezonie 2020/2021 grał w NC Magra, a w 2021 wrócił do US GN. W sezonie 2022/2023 wywalczył z nim wicemistrzostwo Algierii.

## Kariera reprezentacyjna
W reprezentacji Nigru Haïnikoye zadebiutował 13 sierpnia 2017 w wygranym 2:1 meczu Mistrzostw Narodów Afryki 2018 z Wybrzeżem Kości Słoniowej, rozegranym w Niamey.